# هجمات انترنت ضد ميكروسوفت إكستشينج 2021
هجمات الإنترنت ضد مايكروسوفت إكستشينج سيرفر 2021 هي هجوم إلكتروني ضد خوادم شركة ميكروسوفت، الذي ألقي باللوم على الهافنيوم من الصين وهي مجموعة القرصنة ويقال أن الخطر شمل 60,000 من ضحايا المعروفة عالميا وفقا لمسؤول سابق في واحد كبير في الولايات المتحدة.
بدأت القصة حين لوحظ موجة عالمية من الهجمات الإلكترونية وخروقات البيانات في يناير 2021 بعد أن تم اكتشاف أربعة ثغرات في هجوم دون انتظار في مايكروسوفت إكستشينج سيرفر المحلية، مما يتيح للمهاجمين الوصول الكامل إلى رسائل البريد الإلكتروني وكلمات المرور الخاصة بالمستخدمين على الخوادم المتأثرة، وامتيازات المسؤول على الخادم، والوصول إلى الأجهزة المتصلة على نفس الشبكة. يقوم المهاجمون عادةً بتثبيت باب خلفي يسمح للمهاجم بالوصول الكامل إلى الخوادم المتأثرة حتى إذا تم تحديث الخادم لاحقًا حتى لا يكون عرضة للثغرات الأصلية. اعتبارًا من 9 مارس 2021 قُدر أن 250.000 خادم قد وقعوا ضحية للهجمات، بما في ذلك الخوادم التابعة لحوالي 30.000 منظمة في الولايات المتحدة و7000 خادم في المملكة المتحدة، بالإضافة إلى الهيئة المصرفية الأوروبية، وبرلمان النرويج.
في 2 مارس 2021 أصدرت مايكروسوفت تحديثات لـ مايكروسوفت إكستشينج سيرفر لأعوام 2010 و2013 و2016 و 2019 لتصحيح الاختراق، ولا يؤدي هذا إلى التراجع عن الضرر بأثر رجعي أو إزالة أي أبواب خلفية قام المهاجمون بتثبيتها. من المعروف أن الشركات الصغيرة والمتوسطة والمؤسسات المحلية والحكومات المحلية هي الضحايا الأساسية للهجوم، حيث غالبًا ما يكون لديهم ميزانيات أصغر للحماية من التهديدات السيبرانية وعادةً ما يستعينون بمصادر خارجية لخدمات تكنولوجيا المعلومات لمقدمي الخدمات المحليين الذين ليس لديهم الخبرة للتعامل مع الهجمات الإلكترونية.
في 12 مارس 2021 أعلنت شركة مايكروسوفت اكتشاف «عائلة جديدة من برامج الفدية» يتم نشرها على الخوادم المصابة في البداية، ومن ثم تشفير جميع الملفات، مما يجعل الخادم غير قابل للتشغيل ويطالب بالدفع لعكس الضرر.

## الهجمات
يقال إن المتسللين استخدموا أربعة مآثر مختلفة لـ Zero-day والتي منحتهم الوصول إلى رسائل البريد الإلكتروني للضحايا، ودعوات التقويم، والشبكات بأكملها.

## الاستجابة وردة الفعل
أصدرت وكالة الأمن السيبراني وأمن البنية التحتية الأمريكية توجيهًا طارئًا يطلب من الوكالات والإدارات اتخاذ إجراءات عاجلة. كما دعا مستشار الأمن القومي للبيت الأبيض جيك سوليفان أصحاب الشبكات إلى تثبيت تصحيحات أمنية في أسرع وقت ممكن. كانت إدارة بايدن قد شكلت فريق عمل لمعالجة الاختراق. وقد نفى متحدث باسم الحكومة الصينية أن تكون الصين وراء الهجوم.
وبحسب تقرير في صحيفة نيويورك تايمز الأميركية عن شركة الأمن السيبراني «فولكسيتي»، التي اكتشفت الاختراق، إن القراصنة هاجموا بعض الأهداف في يناير الماضي، وصعدوا من هجومهم، خلال الأسبيع الأخيرة، بعد تحرك مايكروسوفت لإصلاح ثغرات أمنية تم استغلالها في الهجوم الأول. وحذرت أن الحملة استهدفت عددا كبيرا من الأهداف ودعت الوكالات الفيدرالية إلى إصلاح أنظمتها.